# Yang Yung-wei
Yang Yung-wei (Chinesisch: 楊勇緯; * 28. September 1997 in Shizi) ist ein taiwanischer Judoka. Er gewann die Silbermedaille bei den Olympischen Spielen 2020 in der Gewichtsklasse bis 60 Kilogramm.
Bei den Asienspielen 2018 belegte er den dritten Platz. Bei den asiatisch-pazifischen Judo-Meisterschaften 2019 in Fudschaira, Vereinigte Arabische Emirate, gewann er die Silbermedaille, ebenso 2020 beim Judo Grand Slam Düsseldorf.
Yang nahm bei den Olympischen Sommerspielen 2020 in Tokio in der Gewichtsklasse bis 60 Kilogramm teil. Nach einem Kampf im Golden Score gegen Luka Mkheidze im Halbfinale traf er im Kampf um Gold auf den Japaner Naohisa Takato, der ihn besiegte, wodurch er die Silbermedaille erhielt. Damit gewann er die erste Judo-Olympiamedaille für Taiwan.
2022 siegte Yang Yung-wei beim Grand Slam in Antalya. Bei den Asienmeisterschaften 2022 erkämpfte er eine Bronzemedaille. Ebenfalls Bronze erhielt er bei den Weltmeisterschaften 2022 in Taschkent. Nachdem Yang 2023 bei den nachgeholten Asienspielen 2022 gewonnen hatte, unterlag er im April 2024 im Finale der Asienmeisterschaften gegen den Japaner Taiki Nakamura. Einen Monat später erreichte Yang das Finale bei den Weltmeisterschaften in Abu Dhabi und verlor dann gegen den Georgier Giorgi Sardalaschwili. Bei den Olympischen Spielen 2024 belegte er den siebten Platz.